# كفر الجمال
كفر الجمال إحدى قرى مركز طوخ التابع لمحافظة القليوبية بجمهورية مصر العربية.

## السكان
بلغ عدد سكان كفر الجمال 7,501 نسمة، حسب الإحصاء الرسمي لعام 2006.